# クロットワーシー・スケッフィントン (第2代マッセリーン伯爵)
第2代マッセリーン伯爵クロットワーシー・スケッフィントン（英語: Clotworthy Skeffington, 2nd Earl of Massereene、1743年1月28日 – 1805年2月28日）は、アイルランド貴族。フランスで債務を重ねて、1770年から1789年まで債務者監獄に投獄されたが、1789年に脱走した。アイルランドに戻った後も豪奢な生活を送り、1793年と1796年から1797年までの2度にわたって債務者監獄に投獄された。1756年から1757年までロックネイ卿の儀礼称号を使用した。

## 生涯
初代マッセリーン伯爵クロットワーシー・スケッフィントンと2人目の妻アン（Anne、旧姓エア（Eyre）、1716年ごろ – 1805年5月20日、ヘンリー・エアの娘）の息子として、1743年1月28日に生まれた。1757年9月14日に父が死去すると、マッセリーン伯爵位を継承した。ハーロー校で教育を受けた後、1758年にケンブリッジ大学コーパス・クリスティ・カレッジに入学した。1759年ごろよりグランドツアーに出て、1763年に旅を終えてパリに定住した。
1764年に成人するとともにアントリム県での領地を正式に継承したが、1770年には3万ポンドの債務を背負った。債務を重ねた理由は放蕩した生活、女遊び、ギャンブル、さらにバルバリア海岸からフランスとスイスに塩を輸入する計画に約1万ポンド投資して失敗したと多岐にわたる。アントリム県で領地を管理していたマッセリーン伯爵の母は伯爵が自発的に改善するよう債務返済を拒否したが、伯爵は債務者監獄であるフォル＝レヴェックに収監されても態度を変えず、豪奢な生活を送った。1770年6月に脱走を試みたが、失敗に終わった。1780年にフォル＝レヴェックが閉鎖されると、伯爵はラ・フォルス監獄に移送された。この時代のフランスでは債務者監獄に25年間収監されれば債務が免除されるが、伯爵はその後も脱走を試み、1789年に成功した。脱走の経過は『アイルランド人名事典』では「1789年春にパリの暴徒を金で雇って、監獄の壁を破壊して逃亡に成功、5月にイングランドのドーヴァーに到着」とし、『オックスフォード英国人名事典』では「バスティーユ襲撃の前日である1789年7月13日、パリの群衆により解放された。脱走の後はまずイギリス大使館に向かい、続いて再逮捕の危険がないと知るとカレーに向かった」とした。
いずれにしても、伯爵は監獄で知り合い、脱走を手伝ったマリー・アンヌ・バルシエ（Marie Anne Barcier、1762年ごろ – 1800年10月、監獄長バルシエの娘）と8月にロンドンで正式に結婚して、11月下旬には領地のアントリム城に戻った。しかし、アイルランドでも豪奢な生活を続け、1791年末には領地売却を噂された。1793年にロンドンのハットン・ガーデンに移り、向かいの邸宅の使用人エリザベス・ブラックバーン（Elizabeth Blackburn、旧姓レーン）と知り合った。同年に債務者監獄に投獄されたが、裁判で債務が不当に負わされたものだとして無効とされ、釈放された。1796年に三たび投獄され、今度は領地を信託に預けることに同意して釈放され、1797年にアントリム城に戻った。
1798年アイルランド反乱ではヨーマンリー部隊を招集して、同年6月のアントリムの戦いで反乱軍によるアントリム城攻撃を撃退した。
1805年2月28日にアントリム城で死去、弟ヘンリーが爵位を継承した。

## 家族
1789年8月19日、ロンドンでマリー・アンヌ・バルシエ（Marie Anne Barcier、1762年ごろ – 1800年10月/11月）と結婚したが、2人の間に子供はいなかった。1793年、マリー・アンヌは300ポンドの年金を受け取り、別居に同意した。
1802年、エリザベス・ブラックバーン（Elizabeth Blackburn、1773年ごろ – 1838年3月19日、旧姓レーン）と再婚した。伯爵はエリザベスとは1793年にハットン・ガーデンで知り合い、1797年にアントリム城に戻るとエリザベスを愛人としたが、2人が正式に結婚したときにはエリザベスがジョージ・オドラン（George O'Doran、1828年没）と付き合っており、オドランは伯爵とその家族と友人を離間した。伯爵は孤立して、1804年に書いた遺言状で遺産のほとんどをエリザベスに残した。伯爵の死後、遺言状の有効性が裁判で争われ、1808年10月と1809年3月の判決で遺言状が無効とされた。エリザベスは上告を諦める代償として、爵位を継承した伯爵の弟ヘンリーから800ポンドの年金と1万5千ポンドを受け取った。